# Baeus murphyi
Baeus murphyi är en stekelart som beskrevs av Stevens 2007. Baeus murphyi ingår i släktet Baeus och familjen Scelionidae. Inga underarter finns listade.